# Bateria Westreme
Bateria Westreme (malt. Batterija ta’ Westreme, ang. Westreme Battery), znana też jako Bateria ir-Rasus (malt. Batterija tar-Rasus, ang. ir-Rasus Battery) lub Bateria Mellieħa Prawa (malt. Batterija tal-Lemin tal-Mellieħa, ang. Mellieħa Right Battery) – była bateria artyleryjska w Mellieħa na Malcie. Zbudowana przez Zakon Joannitów w latach 1715–1716 jako jedna z serii nadbrzeżnych fortyfikacji dokoła Wysp Maltańskich.
Większa część baterii została zburzona, jedynie blokhauz wciąż istnieje. Dziś jest otwarty dla zwiedzających jako Tunnara Museum, poświęcone połowom tuńczyka.

## Historia
Bateria Westreme zbudowana w latach 1715–1716 jako część pierwszego programu Zakonu budowy nadbrzeżnych baterii na Malcie. Nazwana była prawdopodobnie od imienia rycerza Zakonu. Nie są znane żadne zapiski dotyczące budowy fortyfikacji. Była jedną z dwóch baterii strzegących zatoki Mellieħa Bay, druga to nieistniejąca dziś Bateria Fedeau. Teren był później broniony przez Redutę Mellieħa, lecz i ona dziś nie istnieje.

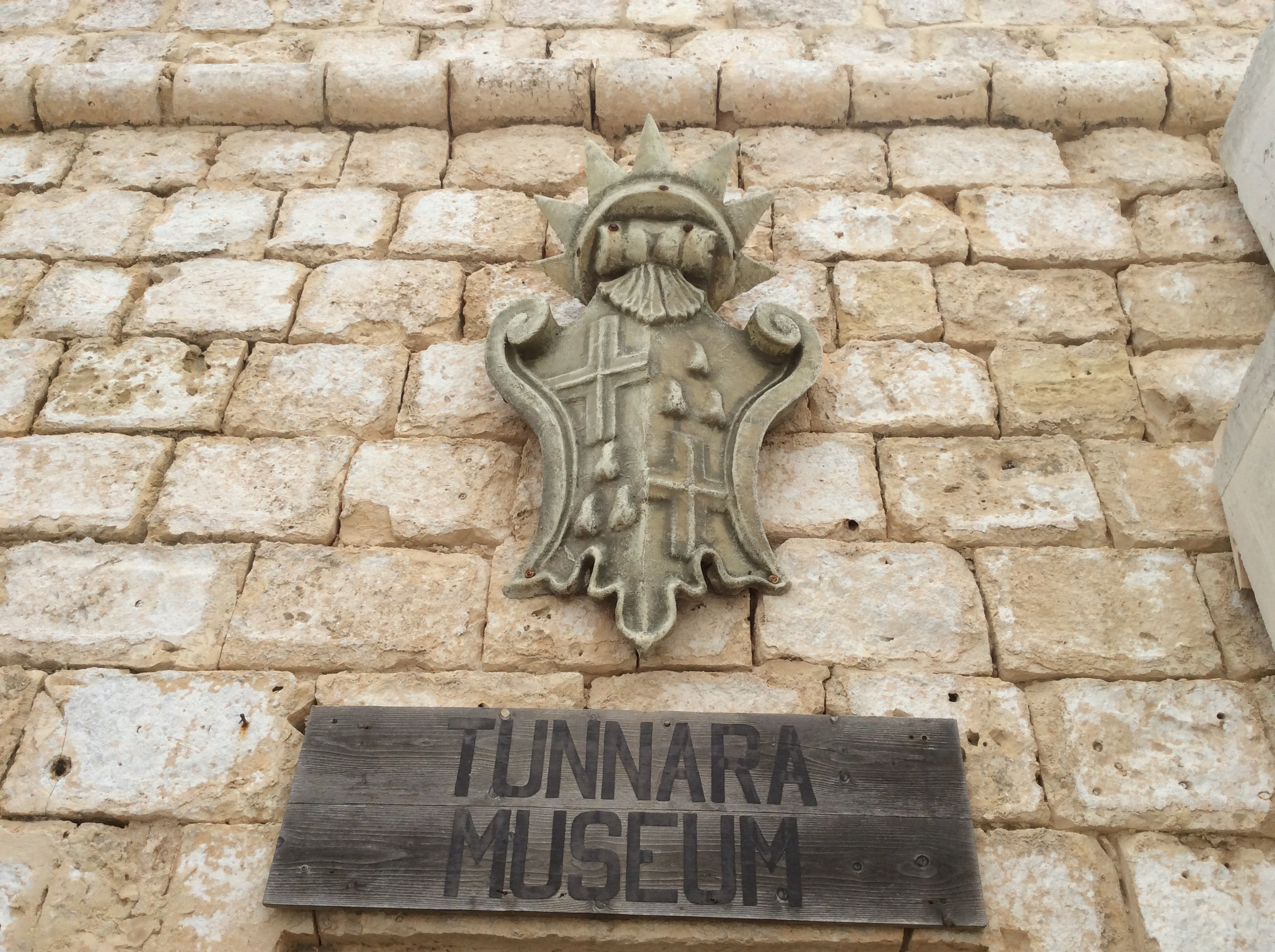
Współcześnie wykonana tarcza herbowa Ramona Perellosa, znajdująca się na budynku

Bateria składała się z półokrągłej platformy strzelniczej, na której wschodniej części znajdował się parapet z pięcioma strzelnicami. Wokół reszty platformy nie było osłony. Układ ten był podobny do jednej z pobliskich fortyfikacji – Baterii Mistra, lecz w większej skali. Stał tam również pojedynczy blokhauz, zbudowany ukośnie od strony lądu, tak, że jego dwie zewnętrzne ściany funkcjonowały jako redan. Podobne rozwiązanie znajduje się w Baterii Świętej Marii. Budynek, z otworami strzelniczymi dla muszkieterów w ścianach, był jednym z największych blokhauzów we wszystkich bateriach na Malcie. Cechy te, wzięte razem, sprawiły, że bateria była wyjątkowa, niepodobna do żadnej innej na wyspach.
W roku 1748 Wielki Mistrz Manuel Pinto zainaugurował w Baterii Westreme tunnara, tradycyjną maltańską metodę połowu tuńczyka. Na przestrzeni lat wojskowa wartość baterii słabła. Zaczęła być ona wykorzystywana jako skład sieci rybackich oraz innego sprzętu, używanego do tunnara.
Podczas francuskiej inwazji na Maltę w roku 1798 Bateria Westreme była pierwszą baterią zajętą przez siły inwazyjne.

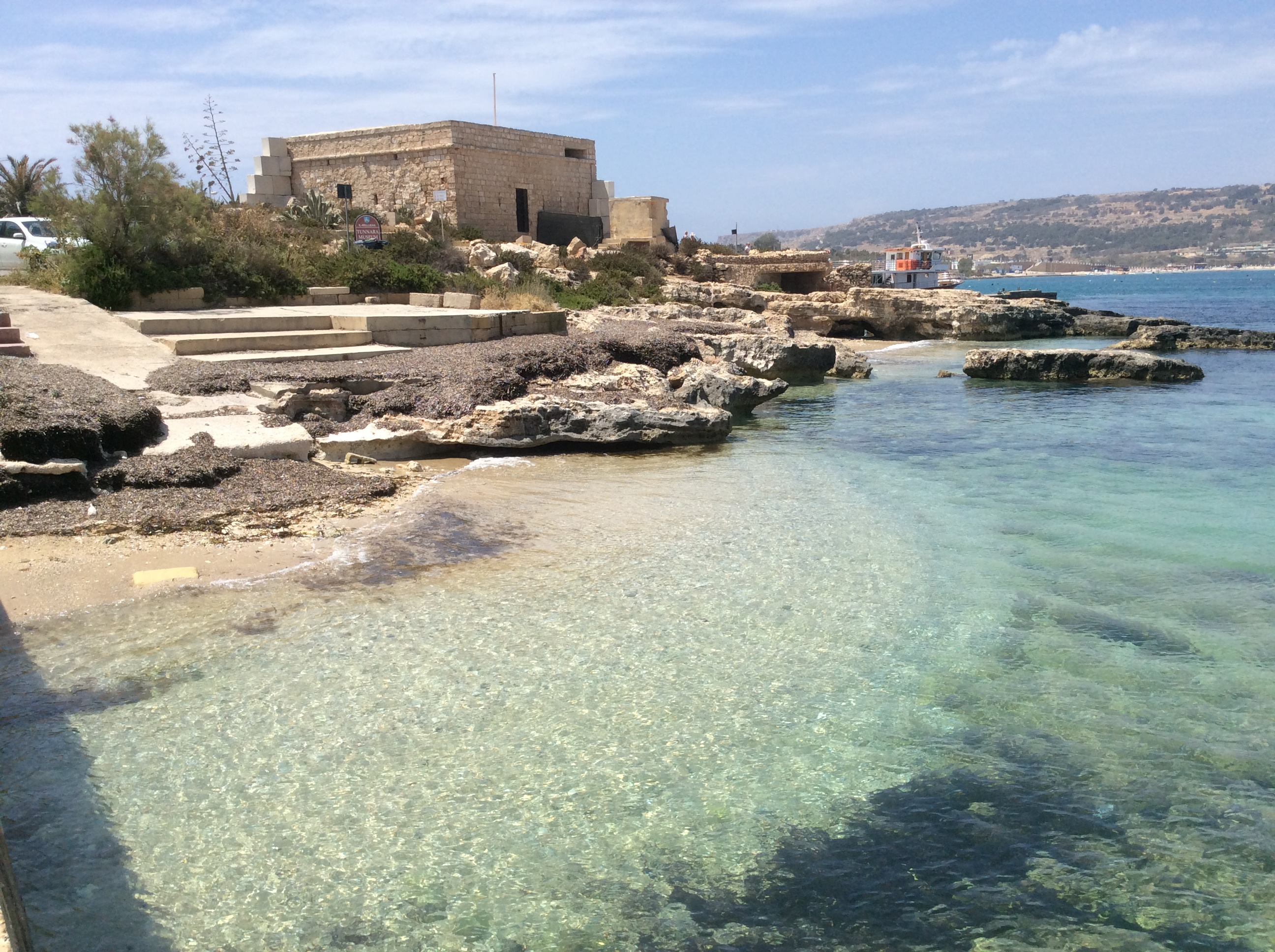
Bateria z dodatkami z okresu II w.ś.

W czasie II wojny światowej blokhauz został przekształcony w posterunek na plaży. W narożnikach budynku wycięto prostokątne otwory strzelnicze dla karabinów maszynowych. Niedaleko zbudowano drugi betonowy posterunek oraz stanowisko reflektora. Po wojnie budynek znów był używany przez lokalnych sajjieda (rybaków).

## Współcześnie
Półokrągła platforma strzelnicza ani parapet nie zachowały się do dzisiaj, chociaż wciąż częściowo istnieje wykuta w skale podstawa. Blokhauz jest w dobrym stanie, mieści dziś Tunnara Museum. Ekspozycja związana jest głównie z maltańskim tradycyjnym łowieniem tuńczyków.
Blokhauz został odnowiony w latach 2007–2008. Dalsze prace rozpoczęły się w roku 2015.